# Pethő László (költő)
Pethő László Árpád (Kolozsvár, 1944. július 6. –) erdélyi magyar költő, újságíró.

## Életútja
A középiskoláit Marosvásárhelyen, és Kolozsváron végezte (1967), Brassóban újságírói továbbképzőt végzett. Újságírói pályáját 1970-ben a Brassói Lapoknál kezdte. Versekkel szerepelt a fiatal költők Varázslataink (Kolozsvár 1974), Kimaradt szó (1979), Ötödik évszak (1980), A mindenség zenéje (1995),és a Hamlet szíve (1996) című antológiákban. 1987-ben áttelepült Magyarországra; 1989-től az Ajkai Szó felelős szerkesztője, majd a Veszprémi Naplónál, és az Új Híreknél szerkesztő. Később a Veszprém Vármegye újságírója.A Magyar Írószövetség tagja.

## Művei
- Visszatérés. Versek; Kriterion, Bukarest, 1983
- A gömb másik fele (versek, Széphalom Könyvműhely, 1990)
- Közeledvén a feltámadáshoz (válogatott versek, Veszprém, 1993)
- Hónaljig lángolás (versek, Vár Ucca tizenhét, 1996)
- Hajlatok tüzében (versek, Andromeda Könyvműhely 2000, Pápa, 2000)
- Álomfoszlásban (versek és dráma, Androméda Könyvműhely 2000, Pápa, 2004)
- Arccal a végtelen felé. Bolyai János feljegyzéseiből; Androméda Könyvműhely 2000, Pápa, 2006
- Kinek kezében a lámpás? (beszélgetések, önvallomások, Androméda Könyvműhely 2000, Pápa, 2007)
- Földreszálltan (beszélgetések és önvallomások II, Androméda Könyvműhely 2000, Pápa, 2011)
- Bálban Bál  (válogatott, és új versek, Androméda Könyvműhely 2000, Pápa, 2011)
- Honfoglalások (versek és begubózott pillangók, Androméda Könyvműhely 2000, Pápa, 2014)
- Világvégi rajzok (versek, Andromeda Könyvműhely 2000, Pápa, 2017)